# Ikva (Danube)
Ne pas confondre avec l'Ikva, sous-affluent du Dniepr.
L'Ikva est une rivière autrichienne et hongroise de 60 km de long qui traverse la ville de Sopron. Elle se termine dans le canal du Hanság (de) et est donc un sous-affluent du Danube.

## Source
- (de) Cet article est partiellement ou en totalité issu de l’article de Wikipédia en allemand intitulé « Ikva » (voir la liste des auteurs).